# Michio Suzuki
|  | No s'ha de confondre amb el fundador de la Suzuki Motor Company, Michio Suzuki. |

Michio Suzuki (japonès: 鈴木通夫)  (Chiba, 2 d'octubre de 1926 - Tòquio, 31 de maig de 1998) va ser un matemàtic japonès, radicat als Estats Units.

## Vida i obra
Suzuki va estudiar matemàtiques a la universitat de Tòquio en la qual es va doctorar el 1952 i, pocs mesos més tard, es va casar amb la filla d'un dels seus professors, Yasuo Akizuki. El 1952 va rebre una beca per fer treballs post-doctorals a la universitat d'Illinois a Urbana-Champaign, universitat en la qual va fer tota la seva carrera acadèmica, fins que el 1998 li van diagnosticar un càncer de fetge i va retornar al Japó. Va morir aquell mateix any a Mitaka, a la metròpolis de Tòquio. A més de la seva plaça a la universitat d'Illinois, va ser professor visitant o invitat de diverses universitats d'Amèrica, del Japó i d'Itàlia.
Suzuki va publicar una cinquantena d'articles científics sobre teoria de grups. Suzuki és recordat, sobre tot, per haver descobert els avui anomenats grups de Suzuki, una família infinita de grups simples no-abelians l'ordre dels quals no és divisible per 3.